# Joseph Blatter
Joseph „Sepp” Blatter (Visp, Wallis kanton, 1936. március 10. –) svájci labdarúgó sportdiplomata, a Nemzetközi Labdarúgó-szövetség nyolcadik elnöke, aki 1998-ban váltotta a poszton João Havelange-ot. A FIFA elnöki tisztségéről 2015. június 2-án lemondott.

## Élete
Svájcban, Wallis/Valais kanton német nyelvterületén született, Visp városában. A sioni St. Maurice középiskolában végzett, ezt követően bacelleurusi fokozattal diplomázott a lausanne-i egyetemen közgazdaság tudományból.

## Sportdiplomataként
- 1975–1981 a FIFA technikai igazgatójaként dolgozott. 1981 és 1998  között a FIFA főtitkára volt.
- 1998–2015 között a FIFA elnöke

## Elnöki tevékenysége
Franciaországban rendezték a 6., a 2003-as konföderációs kupa torna döntő találkozóit, ahol a kameruni Marc-Vivien Foé a pályán összeesve meghalt. A haláleset ellenére a FIFA elnöke nem állította le a tornát.
Blatter FIFA elnökségét korrupciós vádak árnyékolták be. 2013-ban feltörték Twitter-oldalát és azt az álhírt helyezték el azon, miszerint Blatter elismeri, a  Katarban 2022-ben megrendezendő labdarúgó-világbajnoksággal kapcsolatos korrupciós vádakat és lemond tisztségéről.

## A FIFA 2015-ös botrányában
2015. május végén a FIFA kongresszusát közvetlenül megelőzően Zürichben letartóztatták a FIFA 9 vezető tisztségviselőjét, köztük két alelnököt. Michel Platini, az UEFA elnöke 2015. május 28-án sürgette, hogy Blatter mondjon le. Sepp Blatter sajtónyilatkozatban közölte, hogy nem kíván lemondani. Az előzmények ellenére május 29-én megtartották a FIFA tisztújító kongresszusát, amelyet azonban megzavartak. Blattert a kongresszus újabb négy évre újraválasztotta.
2015. június 2-án a napokkal korábban kirobbant korrupciós botrány miatt bejelentette lemondását.